# Élections au Parlement des îles Baléares de 2019
Les élections au Parlement des îles Baléares de 2019 (en catalan : Eleccions al Parlament de les Illes Balears de 2019 ; en espagnol : elecciones al Parlamento de las Islas Baleares de 2019) se tiennent le 26 mai 2019, afin d'élire les 59 députés de la Xe législature du Parlement des îles Baléares, pour un mandat de quatre ans. Des élections se déroulaient également dans chaque île de l'archipel, pour l'élection de leurs conseils insulaires.

## Contexte

### Enjeux
Le Parlement des îles Baléares est la législature décentralisée et monocamérale de la communauté autonome des îles Baléares, dotée d'un pouvoir législatif en matière régionale tel que défini par la Constitution espagnole et le statut d'autonomie des îles Baléares, ainsi que de la capacité de voter la confiance en un président de la Généralité ou de la retirer. Conformément à l'article 69.5 de la Constitution, le Parlement a la faculté de désigner des sénateurs représentant la communauté autonome au Sénat.

### Dissolution du Parlement
Le mandat du Parlement des îles Baléares expire quatre ans après la date de son élection précédente, à moins qu'il n'ait été dissous plus tôt. Le président des îles Baléares doit déclencher des élections vingt-cinq jours avant la date d'expiration des pouvoirs du Parlement, le jour des élections ayant lieu le cinquante-quatrième jour suivant celui de la convocation et devant correspondre au quatrième dimanche du mois de mai. La séance constitutive a lieu dans un délai de trente jours à compter de la date du scrutin.
Le président des îles Baléares a néanmoins la possibilité de dissoudre le Parlement et de convoquer des élections à tout moment, à condition qu'aucune motion de censure ne soit en cours ou que cette dissolution n'intervient pas avant le délai d'un an à compter de la précédente dissolution. Si un processus d'investiture échoue à élire un président régional dans un délai de deux mois à compter du premier tour de scrutin, le Parlement est automatiquement dissous et une nouvelle élection déclenchée.

## Mode de scrutin
La loi électorale baléare 8/1986 fixe le nombre d'élus à 59 députés (en espagnol : diputados) élus pour une législature de quatre ans au suffrage universel direct et suivant le scrutin proportionnel d'Hondt à listes fermées par l'ensemble des personnes résidant dans la communauté autonome où résidant momentanément à l'extérieur de celle-ci, si elles en font la demande.
Comme dans toute l'Espagne, le vote blanc est reconnu et comptabilisé comme un vote valide. Il est par conséquent pris en compte pour déterminer si un parti a franchi ou non le seuil électoral. En revanche, conformément à l'article 96.5 de la LOREG, seuls les suffrages exprimés sont pris en compte pour la répartition des sièges à pourvoir.
Conformément à l'article 12 de la loi électorale, la circonscription électorale correspond à chacune des îles qui se voient assignées un nombre de députés directement par le biais de la loi.
| Circonscriptions | Députés | Carte                                 |
| ---------------- | ------- | ------------------------------------- |
| Majorque         | 33      | Nombre de sièges par circonscription. |
| Minorque         | 13      | Nombre de sièges par circonscription. |
| Ibiza            | 12      | Nombre de sièges par circonscription. |
| Formentera       | 1       | Nombre de sièges par circonscription. |

### Conditions de candidature
La loi électorale prévoit que les partis, fédérations, coalitions et groupements électoraux sont autorisés à présenter des listes de candidats. Toutefois, les partis, fédérations ou coalitions qui n'ont pas obtenu de mandat au Parlement lors de l'élection précédente sont tenus d'obtenir au moins la signature de 0,1 % des électeurs inscrits au registre électoral de la circonscription dans laquelle ils cherchent à se faire élire, alors que les regroupements d'électeurs sont tenus d'obtenir la signature de au moins 1 % des électeurs. Il est interdit aux électeurs de signer pour plus d'une liste de candidats. En même temps, les partis et les fédérations qui ont l'intention d'entrer en coalition pour participer conjointement à une élection sont tenus d'informer la commission électorale compétente dans les dix jours suivant le déclenchement de l'élection. Les listes doivent comprendre des candidats des deux sexes dans une proportion non inférieure à 40 % l'un par rapport à l'autre.

### Répartition des sièges
Toute candidature qui n'a pas obtenu un minimum de 5 % des voix dans une circonscription n'est pas admise à participer à la répartition des sièges. La répartition se déroule de la manière suivante :
- on ordonne les candidatures sur une colonne en allant de la plus votée vers la moins votée ;
- on divise le nombre de voix obtenues par chaque candidature par 1, 2, 3... jusqu'au nombre de sièges à pourvoir dans le but de former un tableau ;
- on attribue les sièges à pourvoir en tenant compte des plus grands quotients selon un ordre décroissant ;
- lorsque deux candidatures obtiennent un même quotient, le siège est attribué à celle qui a le plus grand nombre total de voix ; lorsque deux candidatures ont exactement le même nombre total de voix, l'égalité est résolue par tirage au sort et les suivantes de manière alternative.

Les sièges propres à chaque formation politique sont attribués aux candidats en suivant l'ordre de présentation sur la liste. En cas de décès, incapacité ou démission d'un député, le siège vacant revient au candidat ou, le cas échéant, au suppléant placé immédiatement derrière le dernier candidat élu de la liste.

## Campagne

### Principaux partis
| Parti | Parti                                                                           | Chef de file        | Résultat en 2015           |
| ----- | ------------------------------------------------------------------------------- | ------------------- | -------------------------- |
|       | Parti populaire Partido popular de las Islas Baleares                           | Biel Company        | 28,5 % des voix 20 députés |
|       | Parti socialiste des îles Baléares Partit dels Socialistes de les Illes Balears | Francina Armengol   | 18,9 % des voix 14 députés |
|       | Podemos-EUIB                                                                    | Juan Pedro Yllanes  | 14,7 % des voix 10 députés |
|       | Més                                                                             | Miquel Ensenyat     | 13,8 % des voix 6 députés  |
|       | El Pi – Proposta per les Illes                                                  | Jaume Font Barceló  | 7,9 % des voix 3 députés   |
|       | MpM                                                                             | Josep Castells Baró | 1,5 % des voix 3 députés   |
|       | Ciudadanos                                                                      | Marc Pérez-Ribas    | 5,9 % des voix 2 députés   |
|       | Gent per Formentera                                                             | Sílvia Tur Ribas    | 0,5 % des voix 1 député    |

### Sondages
| Institut | Date       | PP      | PSOE    | Podemos | Més | MpM   | El Pi | Cs    | GxF | Autres |
| -------- | ---------- | ------- | ------- | ------- | --- | ----- | ----- | ----- | --- | ------ |
| Institut | Date       |         |         |         |     |       |       |       |     |        |
| IBES     | 28/01/2018 | (19-20) | (14-15) | (7)     | (4) | (2-3) | (4)   | (6-7) | (1) | NC     |

## Résultats

### Participation
| Taux de participation | En 2015 | En 2019 | Différence |
| --------------------- | ------- | ------- | ---------- |
| à 14 heures           | 33,29 % | 30,95 % | 2,34       |
| à 18 heures           | 46,27 % | 44,15 % | 2,2        |
| à 20 heures           | 57,13 % | 55,76 % | 1,37       |

### Voix et sièges

#### Total régional
|               |                                                         |         |       |      |        |               |  |  |  |  |  |  |  |  |
| Partis        | Partis                                                  | Voix    | %     | +/−  | Sièges | +/−           |  |  |  |  |  |  |  |  |
|               | Parti des socialistes des îles Baléares (PSIB-PSOE)     | 117 480 | 27,37 | 8,43 | 19     | 5             |  |  |  |  |  |  |  |  |
|               | Parti populaire (PP)                                    | 95 295  | 22,20 | 6,32 | 16     | 4             |  |  |  |  |  |  |  |  |
|               | Ciudadanos (Cs)                                         | 42 519  | 9,90  | 3,96 | 5      | 3             |  |  |  |  |  |  |  |  |
|               | Podemos-EUIB                                            | 41 824  | 9,74  | 6,66 | 6      | 4             |  |  |  |  |  |  |  |  |
|               | Plus pour Majorque (Més)                                | 39 415  | 9,18  | 4,62 | 4      | 2             |  |  |  |  |  |  |  |  |
|               | Vox                                                     | 34 871  | 8,12  | Nv.  | 3      | 3             |  |  |  |  |  |  |  |  |
|               | El Pi – Proposta per les Illes (El Pi)                  | 33 096  | 7,30  | 0,05 | 3      | en stagnation |  |  |  |  |  |  |  |  |
|               | Plus pour Minorque (MpM)                                | 6 058   | 1,41  | 0,11 | 2      | 1             |  |  |  |  |  |  |  |  |
|               | Parti animaliste contre la maltraitance animale (PACMA) | 6 021   | 1,40  | 0,60 | 0      | en stagnation |  |  |  |  |  |  |  |  |
|               | Gens pour Formentera (GxF)                              | 2 036   | 0,47  | 0,01 | 1      | en stagnation |  |  |  |  |  |  |  |  |
|               | Proposition pour Ibiza (PxE)                            | 1 748   | 0,41  | 0,59 | 0      | en stagnation |  |  |  |  |  |  |  |  |
|               | Autres                                                  | 6 307   | 1,47  | -    |        |               |  |  |  |  |  |  |  |  |
|               | Blanc                                                   | 4 289   | 1,01  | 0,86 |        |               |  |  |  |  |  |  |  |  |
|               |                                                         |         |       |      |        |               |  |  |  |  |  |  |  |  |
| Votes valides | Votes valides                                           | 429 270 | 99,30 |      |        |               |  |  |  |  |  |  |  |  |
| Votes nuls    | Votes nuls                                              | 3 009   | 0,70  |      |        |               |  |  |  |  |  |  |  |  |
| Total         | Total                                                   | 432 279 | 100   | -    | 59     | en stagnation |  |  |  |  |  |  |  |  |
| Abstentions   | Abstentions                                             | 369 339 | 46,07 |      |        |               |  |  |  |  |  |  |  |  |
| Inscrits      | Inscrits                                                | 801 618 | 53,93 |      |        |               |  |  |  |  |  |  |  |  |

#### Par circonscription
| Circonscription | Circonscription | Majorque | Majorque | Majorque | Majorque      | Minorque | Minorque | Minorque | Minorque      | Ibiza  | Ibiza  | Ibiza  | Ibiza         | Formentera | Formentera | Formentera | Formentera    |
| --------------- | --------------- | -------- | -------- | -------- | ------------- | -------- | -------- | -------- | ------------- | ------ | ------ | ------ | ------------- | ---------- | ---------- | ---------- | ------------- |
|                 |                 |          |          |          |               |          |          |          |               |        |        |        |               |            |            |            |               |
| Sièges          | Sièges          | 33       | 33       | 33       | en stagnation | 13       | 13       | 13       | en stagnation | 12     | 12     | 12     | en stagnation | 1          | 1          | 1          | en stagnation |
|                 |                 |          |          |          |               |          |          |          |               |        |        |        |               |            |            |            |               |
|                 |                 | Nombre   | Nombre   | %        | %             | Nombre   | Nombre   | %        | %             | Nombre | Nombre | %      | %             | Nombre     | Nombre     | %          | %             |
| Inscrits        | Inscrits        | 628 628  | 628 628  | 100,00   | 100,00        | 70 418   | 70 418   | 100,00   | 100,00        | 95 043 | 95 043 | 100,00 | 100,00        | 7 529      | 7 529      | 100,00     | 100,00        |
| Abstentions     | Abstentions     | 285 496  | 285 496  | 45,42    | 45,42         | 30 828   | 30 828   | 43,78    | 43,78         | 49 257 | 49 257 | 51,83  | 51,83         | 3 758      | 3 758      | 49,91      | 49,91         |
| Votants         | Votants         | 343 132  | 343 132  | 54,58    | 54,58         | 39 590   | 39 590   | 56,22    | 56,22         | 45 786 | 45 786 | 48,17  | 48,17         | 3 771      | 3 771      | 50,09      | 50,09         |
| Nuls            | Nuls            | 2 366    | 2 366    | 0,69     | 0,69          | 322      | 322      | 0,81     | 0,81          | 263    | 263    | 0,57   | 0,57          | 58         | 58         | 1,54       | 1,54          |
| Exprimés        | Exprimés        | 340 766  | 340 766  | 99,31    | 99,31         | 39 268   | 39 268   | 99,19    | 99,19         | 45 523 | 45 523 | 99,43  | 99,43         | 3 713      | 3 713      | 98,46      | 98,46         |
|                 |                 |          |          |          |               |          |          |          |               |        |        |        |               |            |            |            |               |
| Partis          | Partis          | Voix     | %        | Sièges   | +/−           | Voix     | %        | Sièges   | +/−           | Voix   | %      | Sièges | +/−           | Voix       | %          | Sièges     | +/−           |
|                 | PSIB-PSOE       | 92 658   | 27,19    | 10       | 3             | 10 940   | 27,86    | 4        | 1             | 13 882 | 30,49  | 5      | 1             | NC         | NC         | NC         | NC            |
|                 | PP              | 70 002   | 20,54    | 7        | 3             | 10 484   | 26,70    | 4        | 1             | 14 809 | 32,53  | 5      | en stagnation | 1 420      | 38,24      | 0          | en stagnation |
|                 | Podemos-EUIB    | 32 080   | 9,41     | 3        | 2             | 4 445    | 11,32    | 2        | en stagnation | 5 299  | 11,64  | 1      | 2             | NC         | NC         | NC         | NC            |
|                 | Cs              | 34 686   | 10,18    | 3        | 1             | 3 832    | 9,76     | 1        | 1             | 4 001  | 8,79   | 1      | 1             | NC         | NC         | NC         | NC            |
|                 | Més             | 39 415   | 11,57    | 4        | 2             | NC       | NC       | NC       | NC            | NC     | NC     | NC     | NC            | NC         | NC         | NC         | NC            |
|                 | Vox             | 31 395   | 9,21     | 3        | 3             | 1 181    | 3,01     | 0        | en stagnation | 2 295  | 5,04   | 0      | en stagnation | NC         | NC         | NC         | NC            |
|                 | El Pi           | 30 319   | 8,90     | 3        | en stagnation | 1 029    | 2,62     | 0        | en stagnation | 1 748  | 3,84   | 0      | en stagnation | NC         | NC         | NC         | NC            |
|                 | MpM             | NC       | NC       | NC       | NC            | 6 058    | 15,43    | 2        | 1             | NC     | NC     | NC     | NC            | NC         | NC         | NC         | NC            |
|                 | GxF             | NC       | NC       | NC       | NC            | NC       | NC       | NC       | NC            | NC     | NC     | NC     | NC            | 2 036      | 54,83      | 1          | en stagnation |
|                 | Autres          | 6 921    | 2,03     |          |               | 754      | 1,92     |          |               | 3 035  | 6,67   |        |               | 198        | 5,33       |            |               |
|                 | Blanc           | 3 290    | 0,97     | 545      | 1,39          | 454      | 1,00     | 59       | 1,59          |        |        |        |               |            |            |            |               |